# لیدی دث‌استرایک
لیدی دث‌استرایک (به انگلیسی: Lady Deathstrike) با نام اصلی یوریکو اویاما، یک شخصیت خیالی ابرشرور در کتاب‌های کامیک منتشر شده توسط مارول کامیکس است، که اغلب به عنوان دشمن مردان ایکس، به ویژه ولورین به‌شمار می‌رود. شخصیت یوریکو اویاما توسط نویسنده دنیس اونیل و طراح لری هال خلق شده است که برای اولین بار در شمارهٔ ۱۹۷ بی‌باک (اوت ۱۹۸۳) حضور پیدا کرد. سپس نویسندگانی همچون بیل مانتلو و کریس کلیرمونت به او خصوصیاتی نظیر توانایی‌های سایبورگ را اضافه نمودند.
لیدی دث‌استرایک عضو یکی از زیرشاخه‌های بشریت با نام جهش‌یافته‌ها به‌شمار می‌رود که با توانایی‌های ابرانسانی به دنیا آمده است. او یک سایبورگ و دارای قدرت، استقامت، سرعت و واکنش‌های ابرانسانی است. او استاد هنرهای رزمی و متخصص در هنر کنجیتسو و دیگر مهارت‌های جنگی سامورایی در نظر گرفته می‌شود و همچنین توانایی خلبانی وسایل نقلیه مختلفی از جمله هواپیما و شناور را دارد و به زبان‌های ژاپنی و انگلیسی تسلط کامل دارد.
ساختار استخوان‌بندی بدن لیدی دث‌استرایک به‌طور مصنوعی با مولکول‌های فلز آدامانتیوم پوشیده شده است و تقریباً استخوان‌های او را نشکن ساخته است. او قادر است به شکل سایبرنتیک، حس آگاهی خود را با سیستم‌های کامپیوتری خارجی مرتبط سازد و به او اجازه دسترسی مستقیم داده‌ها به حافظهٔ مرکزی مغز او را می‌دهد و بدین سبب توانایی راه‌اندازی سیستم‌ها از راه دور را دارد. او با داشتن سیستم سایبرنتیک و پیکربندی دوباره برنامه‌های خود، قابلیت تعمیر خودکار آسیب‌های فیزیکی به بدنش را دارد (نظیر توانایی زوددرمانی). تمامی ناخن‌های لیدی دث‌استرایک با چنگال‌هایی به اندازهٔ ۱۲ اینچ از جنس آدامانتیوم جایگزین شده است.
کلی هو نقش جهش‌یافتهٔ لیدی دث‌استرایک را در فیلم ایکس ۲: مردان متحد (۲۰۰۳) ایفا کرده است، که در این نسخه او بدون داستان قبلی و به عنوان فردی که شست‌وشوی مغزی شده در خدمت ویلیام استرایکر حضور دارد.

## زندگینامه خیالی شخصیت
یوریکو اویاما در اوساکا، ژاپن متولد شد. او دختر کنجی اویاما (لرد دارک ویند)، دانشمندی جنایتکار و خلبان ژاپنی کامی‌کازه در طی جنگ جهانی دوم بود، که اثر زخم بر روی صورتش به طرز وحشتناکی در یک حملهٔ انتحاری ناموفق به کشتی آمریکایی برجای‌مانده است. کنجی که از شکست خود احساس شرمساری و سرافکندگی می‌کرد، در نتیجه صورت یوریکو و دو برادرش را در یک آیین طراحی زخمی نمود. دو برادر یوریکو بعدها در حالی که در خدمت پدرش بودند جانشان را از دست دادند. کنجی به معنای واقعی پیوند فلز تقریباً غیرقابل تخریب آدامانتیوم به استخوان‌های انسان را توسعه داد. یوریکو بعدها برای انتقام خون برادرانش و همچنین آزاد نمودن عشقش از بردگی پدرش با بی‌باک همکاری کرد.